# Piotr Müldner-Nieckowski
Piotr Müldner-Nieckowski (n. 29 martie 1946, Zielona Góra, Polonia) este un scriitor polonez, medic, lingvist (frazeolog și lexicograf), editor. Câteodată publică sub numele de Piotr Muldner sau ca PMN, pmn, Pemen.
Este fiul lui Wiesław Müldner-Nieckowski (1915-1982), sculptor, pictor, grafician precum și fratele mai mare al lui Jacek Müldner-Nieckowski, sculptor. A studiat la Academia de Medicină din Varșovia (1964-1970). Specialist în boli interne. Doctor în medicină. Doctor în științe umaniste, profesor UKSW. Soția Małgorzata născută Olszewska (1948-1999) a fost sculptoriță, bijutieră, compozitoare. A doua soție Mirosława este bibliotecară. Fiica, Justyna Jannasz este iberistă, traducătoare și marketinger, fiul, Łukasz este doctor psihiatru, psihoterapeut.
De la începutul carierei profesionale până în 1993 lucrează la Spitalul Wolski din Varșovia ca medic în cadrul secției de boli interne, chirurg șef, președinte al Secției de Organizare și Supraveghere, ocazional ca medic voluntar.  În timpul războiului
(medic de regiment)în Grudziadz între 1973-1974. Cercetător științifico-didactic la Facultatea de Medicină din Varșovia în cadrul Departamentului de Istorie a Medicinei și Farmaciei 1974-1978. Redactor-șef al Institutului Național al Publicațiilor medicale (PZWL) 1983-1986, de unde a fost înlăturat în urma represiunilor politice. A pus bazele propriei firme de redactare a textelor - Agenția de Servicii Literar-Artistice (AULA) 1987, urmând să fie transformată în Editura AULA(1990- ). A lucrat și ca medic privat 1994-2010.
Cercetător științifico-didactic în Departamentul de Stiințe Umaniste UKSW 2000- , profesor asociat 2010-  Fondatorul și directorul studiilor postuniversitare de Editură Contemporană UKSW 2000-  Președinte al Departamentului de Editură și Critică de text la Institutul de Filologie polona UKSW 2005-  ,Membru al Asociației Literaților Polonezi 1970-1983, Asociația Scriitorilor polonezi 1989- , Comisia de Frazeologie a Comitetului de Lingvistică PAN 2003-
A obținut bursa și premiul „Tadeusz Borowski” 1976, Medalia „Janusz Korczak” 1982, Premiul și distincția  Radioului Polonez pentru opera de la radio 1992, Medalia Comisiei de Educație Națională 2003, Medalia pentru servicii aduse culturii în războiul polonez 2008, Premiul pentru Critica artistică „Cyprian Kamil Norwid” 2012 pentru tomul de poezie „Parc“, și multe altele.
A colaborat sau colaborează cu reviste literare și științifice sau a fost (este) redactorul lor ( printre altele „Noul medic”, „Noua expresie”, „Viața Literară”, „Arhiva de istorie și filosofie a medicinei”, „Săptămânal medical polonez”, „Forumul academic”, „Puls”, „Łabuź”. Autorul algoritmilor de computer ai impărțirii corecte a expresiilor, corectura automatizată și ajustare, algoritmul serviciilor secțiilor din spital si programelor de servicii lexicografice a bazelor de date.

## Caracteristica generală a operei literare
Esența operei acestui scriitor este înțeleasă în particular ca verism, care se străduie să atingă o imagine reală a mijloacelor lumii care sunt dictate prin această lume. Müldner adesea vorbește despre lumea comună, despre oameni obișnuiți a căror elită este slabă și atrage atenția marginilor neglijabile ale societății, deși in facto constituie majoritatea. Din cauză că această lume este dezordonată, absurdă, grotescă și imprevizibilă, scriitorul adesea (nu mereu) se folosește de absurd și grotesc. Atitudinea creativă a acestui gen a fost acceptată de astfel de doctori – scriitori, precum Rabelais, Celine sau Bułhakow, care e asociată cu aptitudinea propriu-zisă a doctorilor cu viziune acută, observație atentă și nerespectarea niciunui tabu pe principiul „Nimic omenesc nu îmi este străin”. Dacă lumea este grotescă, ea și descrierea acesteia trebuie să fie de așa natură încât aparent, prin urmare, termenul de grotesc, astfel neinventat, altfel decât la Stanislaw Zielinski sau Sławomir Mrożek. Limbajul grotesc a lui Müldner însoțeste transmiterea valorilor artistice colocviale în limbă asociate cu grija fastidioasă pentru integritatea gândirii, indefinit constructivă. Construcția cărților sale este totuși preconcepută (de ex. Tomul poveștirilor „Vă rog dormiti“, în care anumiți critici l-au considerat „Introducere în roman”).
Această scriere constă în chemarea tradițională a naratării și poeticii, care a șlefuit împrejurările de prevenire și standardizare a imaginii lumii și care din această cauză în secolul XX s-a găsit într-o criză adâncă (descrierea scriitorului). Operele lui Müldner sunt scrise în limba densă, concisă care evită cuvintele și propozițiile necunoscute, dar pline de paradoxuri în egală măsură atât în descriere cât și în dialog, iar concomitent precise din punct de vedere psihologic și al acțiunii, câteodată , cu fabula sau excepțiile intenționat tăiate sau împărțite ( romanul experimental „Himalaje”, povestirea din tomul „O dată numai unul” cu puncte fascinante, satire). Abordarea este evidentă numai în primele opere poetice ( „Cortul cu opt poezii”, „Invenții umane”) și în povestirile ( „Vă rog dormiti”), în care pe fondul teatrului de război, medical sau urban apar niște teme existențiale și( sau) lirice care se ciocnesc de aparentul grotesc, spiritual lingvistic sau gluma ironică, se pare, ca diabolismul ( de exemplu, care poartă masca amenințătoare a atenției fatale, nefinalizată și batjocoritoare cu convenția politica-socială în romanul „Diavolul în locul Salvatorului” sau nebunia burocratică ascunsă în stilul real al romanului „Șepci și invizibilitate”).
În operele mai târzii, în special în drame, acuitatea atitudinii scriitorului față de lumea descrisă pare să se mute în partea analizelor sintetice și această definire, care este indefinibilă prin alte metode, deși științifice ( de ex. psihologice, sociologice). Această schimbare este evidentă în colecția poeziilor „Peste femeie lamentație” extrasă din ciclul lamentațiilor scrise după moartea soției Małgorzata, și de asemenea în anumite programe la radio, la prima aruncătură de ochi convențională(„Ducesa”, „Poarta spre cer” ), în care reflecția literară a absurdurilor din viață este subordonată analizei propriilor emoții, sentimente și gânduri.
Dintre cele mai importante opere, Müldner a mai scris: „Furtunul de gaz”, „Poem de serviciu”, tomurile de poezii „După femeie lamentație” și „Parcul”, romanul „Dormind în oraș” și „Himalaje”, colecție de povestiri „Vă rog dormiți” și „O dată numai unul”, drama de radio „Pănuță”, dar și „Marele dicționar frazeologic al limbii poloneze.”

## Opera literară
- Cortul cu 8 poezii (foaie poetică Varșovia, Noua Expresie nr. 6, 1975)
- Invenția umană (poezie: După lac, Olsztyn 1978)
- Vă rog dormiți (povestire; Scântei,, Varșovia 1978)
- Himalaje (roman: Agenția Editorială a Tineretului, Varșovia 1979)
- Casca invizibilității (roman: După lac, Olsztyn 1980)
- Dormind în oraș (roman; Cititor, Varșovia 1983)
- Diavolul în locul Salvatorului (roman; Ed. Pom. Szk, Varsovia 1990)
- Despre porc(satiră; Aula, Varsovia 1993)
- Umiditate(poezie; Asociația Poeților, Varșovia 1997)
- Cum să fii cititor(satiră; Aula, Varșovia 1998)
- Nu este cârlig pe birou (satira; Aula, Varșovia 1999)
- Îndrumător pentru băieți(satira; Aula, Varșovia 1999)
- Peste femeie lamentație (poezie; Aula, Potcoava de pădure 2001)
- Furtunul de gaz. Poem de serviciu (poezie; Aula, Potcoava de pădure 2004)
- Pănuță. Drame la radio (12 audiții la radio Editura „Adam Marszałek”, Toruń 2007)
- O dată numai unul,  53 de povestiri din stare continuă (proză Editura Volumen, Varșovia 2007)
- Müldner & Jakób. Corespondență literară Piotr Müldner- Niechowski și Lech M. Jakób (scrisori-eseuri, Editura „Adam Marszałek”, Toruń 2010)
- Parc (poezie Aula, Varșovia 2011)

### Drame la radio, piese la radio
Listă incompletă conform catalogului de Arhivă fonografică a Radioului Polonez în Varșovia, în plus nu se redă aici lista folietoanelor de la radio și nici participarea la audițiile publicistice. În paranteze datele emisiunilor).
- În întuneric. Premiul I la Concursul de Piese de radio al Tinerilor scriitori. Debut la radio ((1972, 1972, 1973, 1974)
- Sticle  (1973, 1973 2x, 1974)
- Iar la sfârșit foarte întuneric. Înregistrate de către aproape toate radiourile din Europa între anii 1974-1979.. Distincția I la Festivalul Pieselor de Radio 1975, emisiune poloneză-  1974, 1975, 1976, 1977, 1979.
- Deșerturi (1974, 1974).
- Variații la radio, ciclu de miniaturi (1974, 1974, 1975)
- Lucrul manual. Distincție, concurs la Radioul Polonez din Varșovia (1976, 1977)
- Cerul este albastru (1977, 1977)
- Epistola ( 1977, 1977)
- Să luăm și liniște (1977, 1978)
- Câștiguri bunicele, premiul I, concurs la Radioul Polonez, pr II Varșovia (1977, 1977 2x, 1979 2x, 1980 2x)
- Mână sigură. Premiul II, la concursul Radioului Polonez pr I și II Varșovia, Premieră lunară
- Foaie de cort, premiul II, concurs Radio Bydgoszcz (1978, 1978, 1980)
- Călătorie la timp (1978, 1978)
- Broasca, premiul II, concurs la Radioul polonez, Varșovia
- Ce vrei să faci (1979, 1979)
- Boala incurabilă ( 1980, 1980)
- Vă rog, dormiți (1980, 1980)
- Vedere peste Vistula (1980, 1980)
- Mâini până sus (1984, 1984, 1985)
- Au tras în aer (1984, 1984 2x, 1985 2x, 1987)
- Munca,încă o dată munca (1986, 1986 2x, 1990, 1991)
- Baricada (1987, 1987, 1988, 1998, 1990, 1991, 1998, 2005)
- Toți spun la revedere (1987, 1987)
- Viața chirurgilor (1987, 1987 2x, 1988, 1989, 1991)
- Frizerul-chirurg Grand Prix, Festivalul Audițiilor la Radio în Mielec (1988, 1988, 1989, 1989, 1990, 1991 2x, 1992, 2001, 2004)
- Peretele(1990, 1990, 1991, 1991, 1996, 1998, 2005)
- Urme (1992, 1992)
- Merișoare și mere (1996, Radio pentru Tine, poveste la radio, 16 episoade – împreună cu Ilona Łepkowska)
- Cutia neagra (1996, 1997)
- Bandiții (1996, 1996, 1997, 1998, 2006), înregistrate și în Slovacia,Cehia, Germania, Belgia, Olanda.
- Bunicul( 1996, 1997, 1999)
- Peste 200 de miniaturi la radio, adică Povestea unui soldat(1996, 1997)
- Locuință de închiriat(1997, 1998, 2000)
- Marinarul (1999, 1999)
- Țipăt în depărtare (2000, 2001, 2002, 2003)
- Prințesa (1999, 2000, 2001, 2003, 2004)
- Ultimele cuvinte( 2001, 2003)
- Peste femeie lamentație, audiție poetică (2003, 2004, 2006)
- Banal. Distincție în Concursul Redacției Programelor catolice (2004, 2004)
- Casa cu bani (2004, 2004)
- Pănuță. Emfază la Concursul de Radio Polonez Varșovia (2004, 2005)
- Cutia de scrisori. Emfază la Concursul de Radio Polonez Gdańsk cu ocazia a 25 ani de „Solidaritate” (2005)
- Poarta spre cer. Radio Szczecin (2006)
- A opta datorie de serviciu (2006, 2009)
- Doamna la conac (2010)
- Țintă-foc! (2011)
- Mai aproape decât crezi

### Altele
- aprox. 40 publicații la radio dispersate

## Opera științifică
- Marele dictionar frazeologic al limbii polone (Lumea Cărții, Varșovia 2003)
- Noul dicționar școlar frazeologic (împreună cu fiul Łukasz Müldner-Nieckowski, Lumea Cărții, Varșovia 2004)
- Marele dicționar de prescurtări și abrevieri (Editura Europa, Wrocław 2007)
- Frazeologia extinsă. Studiu lexicografic (Casa de editură Volumen, Varșovia 2007)

## Altele
- în jur de 190 publicatii stiintifice, medicale, filologice, dispersate, Redacția științifică, elaborări științifice
- Dicționarul limbii polone ( ed. W. Doroszewski), operă cu aprox. 45 cuvinte până la volumele literelor N-Z din domeniul biologiei și medicinei, Varșovia 1962-1965
- Dicționarul limbii polone ( ed. M. Szymczak), operă cu aprox. 60 parole din domeniile fizicii, chimiei, biologiei și medicinei, Varșovia
- Ryszard Milczewski-Bruno. Poezie, introducere critică, schiță biografică, redacția științifică. LSW,Varșovia 1981.
- Dicționar polonez de medicină, ed. 2., PAN - PZWL, elaborare 37 cuvinte, Varșovia 1986.
- Sebastian Kneipp. Tratamentul meu cu apă, introducere critică, selecție, aranjament, elaborare text. WAiP, Varșovia 1988.
- Andrzej Dąbrówka, Ewa Geller, Dicționar de antonime, redacție științifică și editorială, Varșovia 1995.
- Marian Mazur, Cibernetică și caracter, redacție științifică, introducere, biografia și bibliografia, Podkowa Leśna 1996.
- Arnold Hilgers, Inge Hofman, Melatonina, redacție științifică  și consultarea exemplului din limba germană, Varșovia 1997.
- F.A. Ingelheim, Ingo Swoboda, Vinul pentru sănătate, redacție științifică  și consultarea exemplului din limba germană, Varșovia 1997.
- Józef Waczków, Despre arta exemplului, introducere, redacție științifică, Varșovia 1998.
- Enciclopedia universală, concepția lexicografică, elaborarea științifică a clasificării domeniilor și netului de parole, elaborare științifică a programului editorial, ed. Europa, Wrocław, 2006.
- Memoriul Ninei 1916-1919, http://lo43.pl/nauczyciele/j_niemczynowicz_pamietnik/pamietnik_niny.php (2009).
- Kazimierz Bosek, Pe urmele secretelor lui Jan din Pădurea Neagră, redacție științifică, editorială , tipografie. Ed. AULA, Varșovia 2011.